# Concepción Sánchez Freire
Concepción Sánchez Freire (Madrid, 28 de setembre de 1957), coneguda esportivament com Conchi Amancio, és una exfutbolista espanyola. Considerada com a pionera del futbol femení a l'Estat espanyol, fou la capitana del primer partit internacional de selecció espanyola el febrer de 1971.
Destacada golejadora, amb quinze anys fitxà pel Gamma 3 de la Lliga italiana, essent la primera futbolista professional espanyola.